# 磡头节妇坊
磡头节妇坊，位于中国安徽省宣城市绩溪县家朋乡磡头村，矗立在许氏宗祠门前，与方氏节孝坊隔溪相望。
磡头节妇坊为旌表许杰妻章氏而立，由其子本正、孙金建于明嘉靖十六年丁酉（1537年）夏月，坐东南朝西北，四柱三门五楼式，高8米，宽9.6米，进深2.45米，占地20平方米，为麻石仿木结构，雕刻精美豪华。刻有“恩荣”、“节妇坊”字样，具有典型的明代特征。章氏年二十三岁开始守节五十八年，抚养孤儿长大成人，于八十一岁去世。礼部侍郎撰写墓碑，吏部尚书写墓表。  
1997年4月，公布为县级文物保护单位。2012年6月21日，磡头节妇坊公布为第六批安徽省文物保护单位。